# Deposizione dalla croce (Pontormo)

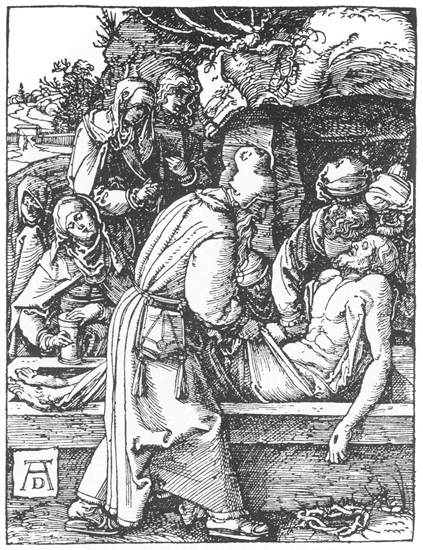
Dürer, Sepoltura di Cristo, 1511

La Deposizione dalla croce è un affresco staccato (300×290 cm) di Pontormo, databile al 1523-1525 circa e conservato nella Certosa del Galluzzo presso Firenze. Con le altre quattro lunette del ciclo delle Storie della Passione decorava il chiostro della Certosa; oggi sono tutte staccate e conservate in un ambiente chiuso del monastero.

## Storia
Nel 1523, per sfuggire a un focolaio di peste, Pontormo se ne andò da Firenze approdando, accompagnato dal solo allievo prediletto Bronzino, alla Certosa (circa 6 km dal centro cittadino), dove venne accolto dai monaci, lavorando per loro fino al 1527.
Il primo compito che gli venne affidato fu quello di affrescare alcune lunette del chiostro con scene della Passione di Cristo, in tutto cinque. Le opere, ispirate in maniera più o meno diretta alle xilografie della Piccola Passione di Dürer, vennero criticate da Vasari, che gli rimproverò di aver abbracciato la "maniera tedesca", vista particolarmente di cattivo occhio nella piena controriforma (periodo in cui scriveva lo storico aretino), quale veicolo di idee luterane.
Le lunette, molto danneggiate dall'esposizione all'aperto, vennero staccate nel Novecento e ricoverate all'interno del monastero, in una sala del cosiddetto "palazzo Acciaiuoli". 

## Descrizione e stile
La lunetta della Deposizione è molto danneggiata. La scena è ambientata ai piedi della croce, dove, attraverso scale ben visibili nello sfondo, Gesù è appena stato deposto e viene compianto dalla Madonna, da san Giovanni, dalle Pie Donne, dalla Maddalena (vestita di rosso, che gli bacia i piedi), da Nicodemo e da Giuseppe d'Arimatea.
L'andamento movimentato è reso grazie all'alternanza di figure erette e piegate, con una composizione piramidale insolita che ha al vertice la testa di Maria al centro (col velo bianco) e il corpo di Gesù alla base. Nonostante l'aspetto "tedesco", a Vasari piacquero soprattutto i due vecchi che, scrisse, «hanno le più bell'arie e teste di vecchi, con barbe piumose e colorite con dolcezza meravigliosa».
La cromia è accesa e mostra una ricerca di accostamenti tra ampie campiture contrastanti, tra cui spiccano i timbri intensi del rosso vivo, del viola scuro e del giallo. Particolarmente raro e azzardato è il cangiantismo della veste della Maddalena
In generale le influenze nordiche si manifestano nei profili allungati e nell'abbigliamento dei personaggi, nonché nel senso drammatico degli eventi: grazie a tali ricerche l'artista scioglieva tutti i legami con la tradizione fiorentina, arrivando a una nuova e liberissima sintesi formale.